# 定向鑽孔

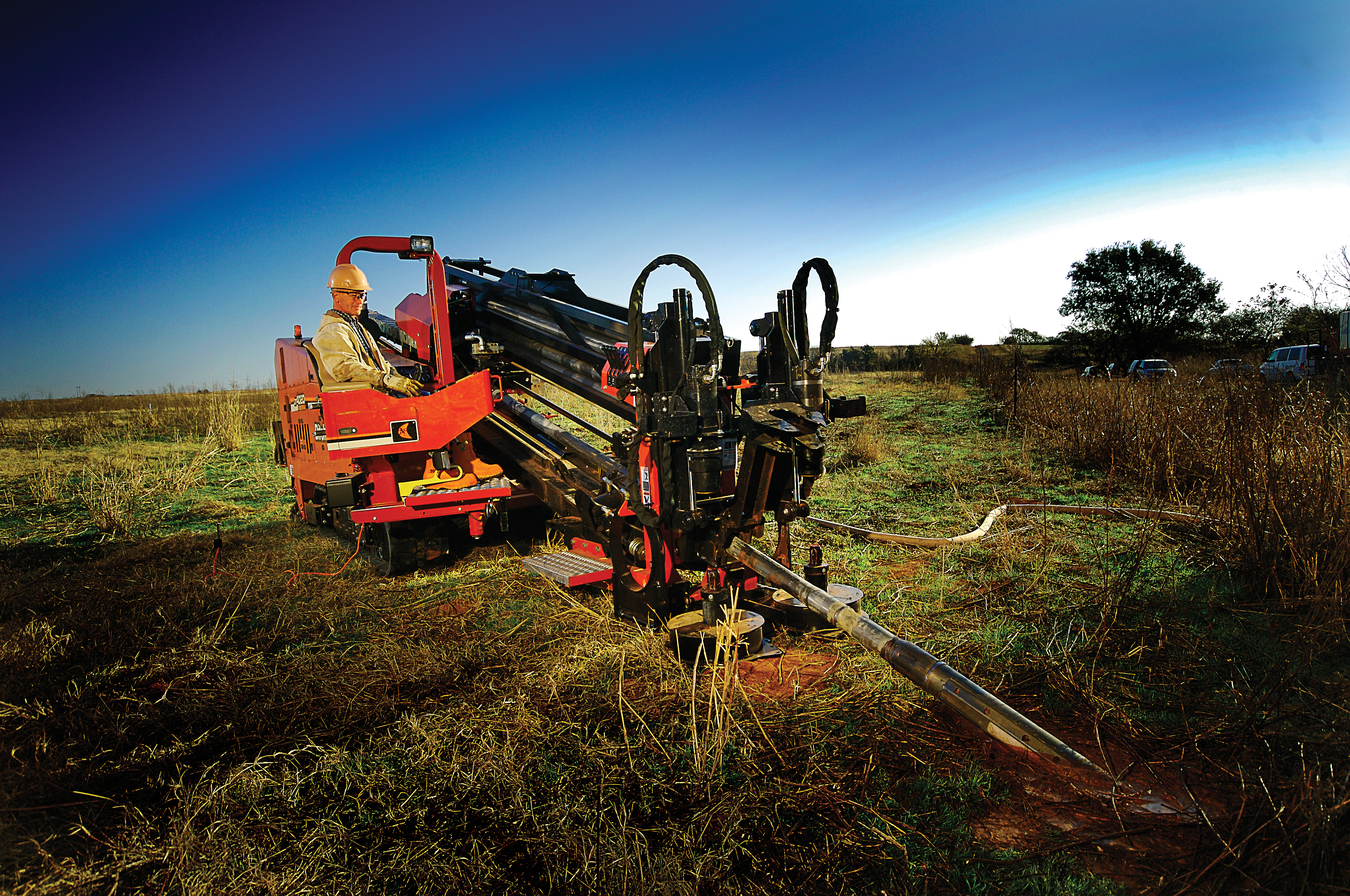
定向鑽孔的照片

定向鑽孔（英語：directional drilling）
是钻孔在施工時，随着深度的增加，变化钻孔倾角，達到以設計的角度穿过目標層位
。定向鑽孔的施工技术复杂，设计前要有足够的地质资料，如岩层厚度、深度、倾角、硬度变化等
。定向鑽井有以下幾個目的：增加儲層在钻孔長度的暴露，和增加采收率。不能用垂直钻孔施工地區，例如城鎮、湖泊或其他難以施工的地面。定向鑽孔能集中地表井口位置，減少工地干擾或鑽機移動、並增加經濟效益。例如，在一個海上钻井平台，可钻40口井或更多井。從而降低成本。鑽“洩壓井”可以釋放噴井管綫的壓力，然後鑽“減壓井”，將重質流體泵入以抑制噴井高壓。